# 제25회 대종상
제25회 대종상의 시상식에 관한 내용이다.

## 수상 및 후보

### 감독상
- 티켓 - 임권택 수상

### 시나리오상
- 티켓 - 송길한 수상

### 남우주연상
- 안개 기둥 - 이영하 수상

### 여우주연상
- 안개 기둥 - 최명길 수상

### 남우조연상
- 달빛 사냥꾼 - 강신성일 수상

### 여우조연상
- 겨울 나그네 - 이혜영 수상

### 신인감독상
- 겨울 나그네 - 곽지균 수상
- 달빛 사냥꾼 - 신승수 수상

### 촬영상
- 씨받이 - 구중모 수상

### 편집상
- 이장호의 외인구단 - 현동춘 수상

### 조명상
- 씨받이 - 강광호 수상

### 음악상
- 이장호의 외인구단 - 정성조 수상

### 미술상
- 황진이 - 이명수 수상

### 기획상
- 티켓 - 신경식 수상

### 각색상
- 이장호의 외인구단 - 지상학 수상

### 녹음상
- 토요일은 밤이 없다 - 김성찬 수상

### 신인상
- 이장호의 외인구단 - 최재성 수상
- 젊은밤 후회없다 - 강석현 수상
- 티켓 - 전세영 수상

### 우수작품상
- 안개 기둥 - 황기성사단 수상

### 음악효과상
- 토요일은 밤이 없다 - 김성호 수상